# ATC-kod J05: Virushämmande medel för systemiskt bruk
ATC-kod J05: Virushämmande medel för systemiskt bruk är en del av klassificeringssystemet ATC (Anatomical Therapeutic Chemical Classification System) för läkemedel och vissa andra medicinska produkter. ATC utvecklas av WHO och består av alfanumeriska koder indelade i grupper utifrån anatomi, medicinsk funktion och läkemedelstyp på 5 olika kodnivåer. Denna sida utgör innehållet i en specifik grupp på nivå 2.

## J05AVirushämmande medelför systemiskt bruk, direktverkande

### J05AATiosemikarbazoner
J05AA01 Metisazon

### J05ABNukleosiderochnukleotider, exklomvänd transkriptas-hämmare
J05AB01 Aciklovir
J05AB02 Idoxuridin
J05AB03 Vidarabin
J05AB04 Ribavirin
J05AB06 Ganciklovir
J05AB09 Famciklovir
J05AB11 Valaciclovir
J05AB12 Cidofovir
J05AB13 Penciclovir
J05AB14 Valganciklovir
J05AB15 Brivudin
J05AB54 Ribavirin, kombinationer

### J05AC Cykliskaaminer
J05AC02 Rimantadin
J05AC03 Tromantadin

### J05ADFosfonsyraderivat
J05AD01 Foskarnet
J05AD02 Fosfonet

### J05AEProteashämmare
J05AE01 Sakvinavir
J05AE02 Indinavir
J05AE03 Ritonavir
J05AE04 Nelfinavir
J05AE05 Amprenavir
J05AE06 Lopinavir
J05AE07 Fosamprenavir
J05AE08 Atazanavir
J05AE09 Tipranavir
J05AE10 Darunavir

### J05AFNukleosiderochnukleotider,omvänd transkriptas-hämmare
J05AF01 Zidovudin
J05AF02 Didanosin
J05AF03 Zalcitabin
J05AF04 Stavudin
J05AF05 Lamivudin
J05AF06 Abacavir
J05AF07 Tenofovir disoproxil
J05AF08 Adefovir dipivoxil
J05AF09 Emtricitabin
J05AF10 Entecavir
J05AF11 Telvibudin
J05AF30 Kombinationer

### J05AG Icke-nukleosidomvänd transkriptas-hämmare
J05AG01 Nevirapin
J05AG02 Delavirdin
J05AG03 Efavirenz

### J05AHNeuramidashämmare
J05AH01 Zanamivir
J05AH02 Oseltamivir

### J05ARAntivirala medelför behandling avHIV, kombinationer
J05AR01 Zidovudin och lamivudin
J05AR02 Lamivudin och abacavir
J05AR03 Tenofovir, disoproxil och emtricitabin
J05AR04 Zidovudin, lamivudin och abacavir
J05AR06 Emtricitabin, tenofovirdisoproxil och efavirenz

### J05AX Övrigavirushämmande medelför systemiskt bruk
J05AX01 Moroxydin
J05AX02 Lysozym
J05AX05 Inosin pranobex
J05AX06 Plekonaril
J05AX07 Enfuvirtid
J05AX08 Raltegravir
J05AX09 Maravirok

### Engelska
- WHO Collaborating Centre for Drug Statistics Methodology - ATC Index
- WHO Collaborating Centre for Drug Statistics Methodology - ATCvet Index

### Svenska
- SIL online
- FASS.se - ATC
- FASS.se - Veterinär-ATC
- Sök läkemedelsfakta - Läkemedelsverket
- Socialstyrelsen : Klassifikationer
- Nationellt produktregister för läkemedel - NPL